# 康帕斯島
康帕斯島（英語：Compass Island），是南極洲的島嶼，位於葛拉漢地西岸的法利埃海岸，處於大地群島西北面13公里的瑪格麗特灣，海拔高度15米，在1937年2月1日由英國探險隊拍攝空中照片，現時由南極條約體系管理。